# Miltogramma contarinii
Miltogramma contarinii är en tvåvingeart som beskrevs av Camillo Rondani 1859. Miltogramma contarinii ingår i släktet Miltogramma och familjen köttflugor.
Artens utbredningsområde är Italien. Inga underarter finns listade i Catalogue of Life.